# Милутин Лакићевић
Милутин Лакићевић (Баре, код Колашина, 1912 — Сињајевина, мај 1942) био је учесник Народноослободилачке борбе и народни херој Југославије.

## Биографија
Рођен је 1912. године  у доњоморачком селу Баре, код Колашина. Потицао је из сељачке породице. Основну школу је завршио у оближњем селу Манастир Морача, а гимназију је похађао у Колашину и Беранама. Након матуре, уписао је Пољопривредно-шумарски факултет у Земуну.
Од почетка студирања, почео се дружити са другим студентима из Црне Горе преко којих се прикључио револуционарном студентском покрету, који је деловао на Универзитету у Београду. Био је учесник многих акција, које је организовала и водила тада илегална Комунистичка партија Југославије (КПЈ). Још пре званичног пријема у КПЈ вршио је одређене партијске задатке. Посебно се истицао у раду са омладином, а преко распуста је деловао у родном крају. У чланство Комунистичке партије Југославије примљен је 1938. године.
Као ђак-наредник учествовао је у Априлском рату 1941. године. Када је дошло до објаве капитулације Југословенске војске, успео је да очува јединство своје јединице и спасе је од заробљавања. Заобилазним путевима је успео да чету извуче са фронта и потом војнике упути кућама. У пуној ратној опреми дошао је у родно место, где се одмах повезао са локалним комунистима и активно радио на организовању Народноослободилачког покрета (НОП). По задатку КПЈ руководио је обуком омладине у руковању оружјем, преносећи им основна знања из војне теорије и тактике.
У току Тринаестојулског устанка, истакао се као руководилац устаничких снага током борби за ослобођења Колашина, 20. јула 1941. године. Био је заслужан за брзи слом италијанског гарнизона, који је након три дана блокаде и једног дана борбе био принуђен на предају. Након ослобођења Колашина, радио је на организацији јавног реда и живота, као и у стварању органа народне власти. У јесен 1941. године, када је дошло до осеке устанка у Црној Гори, активно је радио на оживљавању и обнављању партијских организација и подизању борбеног духа и морала у народу.
Новембра 1941. године, по одлуци Покрајинског комитета КПЈ и Главног штаба НОП одреда за Црну Гору и Боку је био формиран Комски партизански одред, а Милутин је био именован за његовог политичког комесара. Тада је интензивирао свој политички рад у народним масама на простору Потарја и горњих токова Лима, а учествовао је и у бројним оружаним акцијама, нарочито на путу Подгорица—Колашин. Истакао се и у борбама вођеним на терену колашинског среза, крајем 1941. и почетком 1942. године.
Почетком 1942. године, у време партизанско-четничког сукоба у Црној Гори, као искусан политички радник радио је на разобличавању четничке идологије. Такође се истакао у борбама са четничким јединицама. Приликом повлачења партизанских снага из Црне Горе, по наређењу Врховног штаба НОП и ДВЈ, половином маја 1942. године, Милутин је имао задатак да са једном четом на Сињајевини штити одступницу партизанским снагама које су се повлачиле према Дурмитору и Босни. Како би осталим борцима дао пример како се треба борити и спречити надирање четника, он је узео пушкомитраљез из кога је пуцао све док није био смртно погођен непријатељским рафалима.
Указом Председништва Антифашистичког већа народног ослобођења Југославије (АВНОЈ) 11. јула 1945. постхумно је одликован Орденом заслуга за народ првог реда. Указом Президијума Народне скупштине ФНР Југославије 10. јула 1952. проглашен је за народног хероја.
У току Народноослободилачког рата страдале су и две његове рођене сестре — Милева (1910—1943) и Даринка (1921—1943). Такође, страдала је и његова вереница лекарка Ружица Рип (1914—1942), која је руководила партизанском болницом у Колашину, а потом на Жабљаку. Заробљена је од четника, који су је обесили 25. марта 1942. у Колашину.